# Frontière entre la Libye et le Niger
La frontière séparant la Libye et le Niger mesure 342 km et est située dans le désert du Sahara, entre le tripoint avec l'Algérie à l'ouest, et le tripoint avec le Tchad à l'est.